# Masarac i Vilarnadal
Masarac i Vilarnadal és un municipi de la comarca de l'Alt Empordà. Situat en un terreny pla amb relleus suaus. No supera els 200 metres d'altura. El travessa el riu Anyet. S'hi conreen majoritàriament cereals, vinya i oliveres, i aquesta és la base econòmica del municipi, juntament amb les granges porcines.

## Geografia
- Llista de topònims de Masarac (Orografia: muntanyes, serres, collades, indrets..; hidrografia: rius, fonts...; edificis: cases, masies, esglésies, etc).

## Història
A principis del segle XIX Masarac i Vilarnadal eren ens locals independents, però el 1846 Vilarnadal va ser agregat a Masarac, fruit de la política de reducció del número de termes municipals.
Fins al juny de 2024 el municipi es deia simplement Masarac.

## Demografia
| Entitat de població | Habitants (2023) |
| Masarac             | 161              |
| Vilarnadal          | 130              |
| el Priorat          | 8                |
| Font: Idescat       |                  |

| 1497 f | 1515 f | 1553 f | 1717 | 1787 | 1857 | 1877 | 1887 | 1900 | 1910 |
| ------ | ------ | ------ | ---- | ---- | ---- | ---- | ---- | ---- | ---- |
| 11     | 6      | 12     | 153  | 297  | 538  | 521  | 437  | 399  | 445  |

| 1920 | 1930 | 1940 | 1950 | 1960 | 1970 | 1981 | 1990 | 1992 | 1994 |
| ---- | ---- | ---- | ---- | ---- | ---- | ---- | ---- | ---- | ---- |
| 392  | 350  | 343  | 328  | 293  | 291  | 259  | 257  | 262  | 262  |

| 1996 | 1998 | 2000 | 2002 | 2004 | 2006 | 2008 | 2010 | 2012 | 2014 |
| ---- | ---- | ---- | ---- | ---- | ---- | ---- | ---- | ---- | ---- |
| 247  | 244  | 245  | 239  | 258  | 265  | 278  | 276  | 293  | 284  |

| 2016 | 2018 | 2020 | 2022 | 2024 | 2026 | 2028 | 2030 | 2032 | 2034 |
| ---- | ---- | ---- | ---- | ---- | ---- | ---- | ---- | ---- | ---- |
| 289  | 272  | 288  | 294  | 297  | -    | -    | -    | -    | -    |

## Llocs d'interès
- Església de Sant Martí de Masarac. Preromànica dels segles viii-ix amb reformes posteriors, especialment al segle xii. Consta d'una nau i un absis trapezoïdal. Només les parets de la nau i l'extrem de l'absis són originals.
- Església de Sant Pere de Vilarnadal.
- Monestir de Santa Maria de l'Om (segles XI-xii).
- Restes del castell de Vilarnadal.
- Serrat de Sant Martí (Masarac).